# Pyrton
Pyrton is een civil parish in het bestuurlijke gebied South Oxfordshire, in het Engelse graafschap Oxfordshire met 227 inwoners.